# Charles de Noyelle
Pour les articles homonymes, voir Noyelle.
Charles de Noyelle, né le 27 août 1615 à Bruxelles (Pays-Bas espagnols) et mort le 12 décembre 1686 à Rome est un prêtre jésuite originaire des Pays-Bas méridionaux. En 1682 il fut unanimement élu le 12e Supérieur général de la Compagnie de Jésus.

## Jeunesse et premières années
D’origine aristocratique, Charles de Noyelle fit ses humanités aux collèges de Mons et Ypres avant d’entrer au noviciat des jésuites le 29 septembre 1630 : il avait à peine 15 ans. Il suivit le cours classique de la formation jésuite : philosophie à Louvain, et après un stage d’enseignement au collège de Malines il y retourna en 1640 pour y faire la théologie. C’est à Louvain qu’il est ordonné prêtre le 12 mars 1644. Il enseigna quelque temps aux scolasticats jésuites de Louvain, pour la philosophie, et Anvers pour la théologie, avant d’être nommé recteur du collège de Courtrai (1650). En 1653, il fut appelé à Rome pour remplir la charge de sous-secrétaire de la Compagnie de Jésus.

## Assistant, Vicaire général, Supérieur général
Dès son élection en 1661 Giovanni Paolo Oliva nomma Charles de Noyelle 'Assistant' (conseiller) pour les provinces de langue allemande. En 1664 de Noyelle devint également son 'Vicaire Général'. Il fut ainsi, tout le temps que dura le généralat d’Oliva (21 ans), son plus proche collaborateur.
La compétence et le prestige de Charles de Noyelle étaient grands. Lorsque la XIIe Congrégation Générale fut appelée à Rome, en 1682, pour élire un successeur à Giovanni Paolo Oliva, personne ne fut étonné de son élection au premier tour de scrutin et à l’unanimité absolue: seul dans l’histoire de la Compagnie de Jésus (avec Saint Ignace de Loyola) à avoir fait l’unanimité immédiate sur son nom.

## Généralat bref et difficile
Le généralat de Charles de Noyelle fut bref (4 ans) mais difficile.
- Son élection coïncidait avec une sérieuse crise entre le pape Innocent XI et le Roi Soleil, Louis XIV. Ce dernier, cherchant à étendre son emprise sur l’Église en France, voulait faire enseigner les articles de la Déclaration du clergé de France (un manifeste gallican) dans les collèges et universités. Le pape s’y opposait, ce qui plaçait les collèges jésuites dans une situation très difficile. Par ailleurs le Père de La Chaize, confesseur du roi – et jésuite lui-même – n’hésitait pas à faire pression sur Charles de Noyelle pour qu’il s’alignât sur la position du roi. Noyelle s’y refusa. D’autres difficultés vinrent de ce que, qui tout en se déclarant ‘protecteur’ du collège de Clermont (à Paris) – qu’il fit rebaptiser collège Louis-le-Grand – Louis XIV intervenait fréquemment dans les affaires de la Compagnie. Après avoir conquis une partie des Pays-Bas (1659-1679), Louis XIV insista (1682) pour que les collèges jésuites de ces régions fussent rattachés à la province de France.
- D’autres difficultés vinrent des accusations d’insoumission de missionnaires jésuites en Chine, qui n’acceptaient pas l’autorité des Vicaires Apostoliques nommés par la Propaganda Fide après l’interdiction prononcée à l’encontre des ‘Rites chinois’. Certains jésuites furent renvoyés en Europe. Charles de Noyelle arrêta pour un temps l’envoi de tout missionnaire à la Chine. C’est alors qu’il apprit que Louis XIV avait mandaté, en 1685, six jésuites français comme mathématiciens auprès de la cour du Siam…
- Malgré cette atmosphère de conflit et de suspicion, les relations entre Charles de Noyelle et Innocent XI furent bonnes. Il n’en était pas de même avec la Propaganda Fide. Des rumeurs alarmantes commencèrent à se répandre en Europe : la Compagnie de Jésus n’était plus telle que Saint Ignace l'avait fondée.... Lentement une opinion publique allait se créer qui ferait accepter la suppression de la Compagnie en 1773.